# Ex dogana austroungarica
L'ex dogana austroungarica, nota anche come Cascina Parravicino, è un edificio del comune di Lonate Pozzolo (VA), presso la frazione di Tornavento e all'estremità della Via Gaggio.

Inaugurata nel 1737, svolse il ruolo di dogana fino al 1859. Attualmente è adibito a centro espositivo e uffici del Parco naturale lombardo della Valle del Ticino.

## Storia
L'edificio venne costruito nel 1737 quale dogana tra il Ducato di Milano (stato dipendente dal Sacro Romano Impero) e il Regno di Sardegna, situato al di là del fiume Ticino. Mantenne questo ruolo fino al 1859 quando, a seguito della Seconda guerra d'indipendenza italiana, la maggior parte della Lombardia venne annessa al futuro Regno d'Italia. Quella che fu la vecchia frontiera internazionale divenne da allora il confine regionale tra Lombardia e Piemonte.
Dopo il trasferimento dei doganieri venne riconvertita a caserma della Guardia di Finanza, ma alla fine del XIX secolo divenne un'azienda agricola di proprietà della famiglia Parravicino, dal quale deriva il nome con il quale venne poi conosciuto l'edificio nel territorio circostante. Rimasta abbandonata dagli anni '60 del Novecento, nel 1996 venne acquistata dall'amministrazione del Parco del Ticino. La ristrutturazione del complesso terminò nel 2001, e da allora è sede degli uffici del parco stesso.
L’edificio principale è destinato a spazi museali ed espositivi, agli uffici del Parco e alle conferenze, mentre l’edificio minore, vecchia sede di stalle e cascine, è ora destinato al tempo libero, con un punto vendita di prodotti tipici e una sala per le conferenze e ristoro. Il cortile interno è un'area pic-nic.